# Hoodoo (musikalbum)
Hoodoo, är ett album inspelat 1976 av John Fogerty. Albumet utgavs dock aldrig. I stället gavs ett fåtal låtar som singlar.

## Låtar som finns inspelade till detta album
1. You got the magic
2. Between the lines
3. Leave my woman alone (Ray Charles)
4. Marchin' to Blarney
5. Hoodoo
6. Telephone
7. Evil thing
8. Henrietta
9. On the run